# Carl Jacobi
 Der er flere personer med dette navn, se Carl Jacobi (præst).
Carl Jacobi (født 19. november 1874 på Frederiksberg, død 19. april 1938 i Holbæk) var en dansk forfatter, lyriker, anmelder, bibliotekar og skovrider.
Han udførte et stort pionerarbejde i opbygningen af det danske folkebiblioteksvæsen. Han introducerede bibliotekets bogbus (dengang kaldet en bogbil), så det blev muligt at betjene lånerne direkte i deres eget hjem. Endvidere støttede han op omkring arbejderoplysningen med etablering af virksomhedsbiblioteket på bl.a. Knabstrup Teglværk.

## Barndom og ungdom
Carl Jacobi blev født på Frederiksberg, som søn af Adolph Jacobi, den senere socialborgmester i København.
Han blev uddannet inden for forstvæsenet med en international uddannelse i både Danmark, Tyskland og Frankrig. Efter uddannelsen arbejde han på Stenbygaard ved Vordingborg.
Sin forfattervirksomhed begyndte hen med faglige artikler til Tidsskrift for Skovvæsen og udarbejde i 1902 en tresproget forstordbog på dansk, tysk og fransk.
Barndomshjemmet var et samlingspunkt for mange af samtidens kunstnere. Sammen med et socialt engagement ledte det Carl frem mod et egentligt forfatterskab. Han skrive tre romaner: Judas (1912), Under Guds Aag (1915) og De syv Vise (1919).
I 1910 gik han aktivt ind i det sociale arbejde omkring arbejderoplysningen. Han begyndte også sin karriere som bibliotekar ved at passe det sociale sekretariats bibliotek i København.
I 1917 flyttede han til Holbæk, hvor han stiftede Arbejdernes Aftenskole. Han var leder for skolen fra 1920-1930.
I 1926 blev han ansat som bibliotekar og leder af centralbiblioteket i Holbæk.
I 1932 begyndte han at anmelde skønlitteratur i Bogens Verden, og han var frem til sin død i 1937 hovedkraften bag de skønlitterere anmeldelser.